# Le Limier de Scotland Yard
Pour les articles homonymes, voir Limier.
Pour plus de détails, voir Fiche technique et Distribution.
Le Limier de Scotland Yard (titre original : On the Beat) est un film britannique réalisé par Robert Asher, sorti en 1962.

## Synopsis
Trop petit pour rejoindre la police comme son père, Norman Pitkin accepte d'utiliser son sifflet pour arbitrer un match de football opposant des enfants dans la rue. L'utilisation intempestive du sifflet attire la police sur les lieux du match...

## Fiche technique
- Titre : Le Limier de Scotland Yard
- Titre original : On the Beat
- Réalisation : Robert Asher
- Scénario : Jack Davies, Eddie Leslie (en) et Norman Wisdom
- Musique : Philip Green
- Producteurs : Hugh Stewart et Earl St. John
- Société de production : The Rank Organisation
- Durée : 105 minutes

## Distribution
- Norman Wisdom : Norman Pitkin / Giulio Napolitani
- Jennifer Jayne (en) : Rosanna
- Raymond Huntley : Sir Ronald Ackroyd
- David Lodge : Inspecteur Hobson
- Esma Cannon : Madame Stammers
- Eric Barker (en) : Docteur
- Eleanor Summerfield : Sergent Wilkins
- Ronnie Stevens : Oberon
- Alfred Burke : Trigger O'Flynn
- Monty Landis : M. Bassett
- Anita Sharp-Bolster (non créditée) : cliente du salon de coiffure